# Верхнеиндырчинское сельское поселение
Верхнеиндырчинское се́льское поселе́ние — муниципальное образование в Апастовском районе Татарстана Российской Федерации.
Административный центр — село Верхний Индырчи.

## История
Статус и границы сельского поселения установлены Законом Республики Татарстан от 31 января 2005 года № 8-ЗРТ «Об установлении границ территорий и статусе муниципального образования "Апастовский муниципальный район" и муниципальных образований в его составе»
Основано в период Казанского ханства. В XVIII - 1-й половине XIX вв. жители относились к категории государственных крестьян. Занимались земледелием, разведением скота. В начале XX в. в селе располагалось волостное правление, функционировали мечеть, мектеб, почтовое отделение, ветряная мельница, кузница, 4 мелочные лавки.
До 1920 г. село являлось центром Шамбулыхчинской волости Тетюшского уезда Казанской губернии. С 1920 г. в составе Тетюшского, с 1927 г. - Буинского кантонов Татарской АССР. С 10.08.1930 г. в Апастовском, с 01.02.1963 г. в Буинском, с 04.03.1964 г. в Апастовском районах.

## Население
| 2010 | 2011 | 2012 | 2013 | 2014 | 2015 | 2016 |
| ---- | ---- | ---- | ---- | ---- | ---- | ---- |
| 440  | ↘437 | →437 | ↗441 | ↘428 | ↗432 | ↘396 |
| 2017 | 2018 |      |      |      |      |      |
| ↘392 | ↘388 |      |      |      |      |      |

## Состав сельского поселения
| № | Населённый пункт | Тип населённого пункта       | Население |
| - | ---------------- | ---------------------------- | --------- |
| 1 | Верхний Индырчи  | село, административный центр |           |
| 2 | Сибирчи          | деревня                      |           |
| 3 | Утямишево        | деревня                      |           |